# Социјална политика
Социјална политика је широка и разнолика област јавне политике чији је основни циљ да обезбеди економски одржив, а истовремено социјално прихватљив ниво заштите од разних видова друштвених и индивидуалних штетних ефеката на све чланове друштва и да на тај начин промовише једнакост, друштвену кохезију и укључивање. Под „недискриминативним карактером” подразумева се да свака успешна социјална политика има по природи ствари одређени карактер позитивне дискриминације, као и да је фокусирана на онај део становништва који је заиста погођен и који се налази у стању неке социјалне потребе.